# Санша Португальська
Са́нша Санші́вна (порт. Sancha Sanches; 1180, Коїмбра — 13 березня 1229, Селаш) — португальська інфанта. Представниця португальського Бургундського дому. Народилася в Коїмбрі, Португалія Друга донька португальського короля Саншу I й арагонської інфанти Дульси. Сеньйора замку і поселення Аленкер (з 1211). У 1211—1216 роках разом із сестрами Терезою та Мафалдою безуспішно воювала проти свого брата і португальського короля Афонсу II. 1223 року повернула собі частину доходів за правління Саншу II. Засновниця і абатиса Селашського монастиря біля Коїмбри (1221), де прожила до своєї смерті. Похована своєю сестрою Терезою в Лорванському монастирі. Беатифікована 1705 року римським папою Климентом XI. День вшанування — 11 квітня. Також — Санша Португальська (порт. Sancha de Portugal), королева-інфанта Санша (порт. Infanta-Rainha Sancha), блаженна Санша (порт. Beata Sancha).

## Біографія
Санша народилася 1180 року в Коїмбрі, в родині португальського короля Саншу I та королеви Дульси, доньки барселонського графа Рамона-Беренгера IV та арагонської королеви Петроніли. Дівчина була другою донькою в сім'ї. Її сестрою була Тереза, леонська королева; братом — Афонсу ІІ, майбутній король Португалії.
1211 року, внаслідок смерті батька Саншу І, Санша та її сестри отримали за його заповітом значні володіння у Центральній Португалії, а також титули «королев». Санша стала господаркою замку Аленкер, сеньйорою прилеглого поселення і маєтку. Її брат і новий португальський король Афонсу ІІ розпочав із сестрами міжусобну війну, боючись розколу держави на феодальні уділии. 1216 року конфлікт залагодили за посередництва римського папи Іннокентія III — Санша й сестри відмовилися від королівських титулів, визнали брата своїм сюзереном в обмін на грошові компенсації, а свої замки передали лицарсько-чернечим орденам. Після смерті Афонсу ІІ в 1223 році вони уклали із його наступником і сином Саншу II вигідний договір. За його умовами Санша та сестри повернули собі дохід із земель, заповіданих батьком, а також отримали щорічне утримання, розміром у 4000 золотих. 
1221 року Санша заснувала цистеріанський Селашський монастир. У ньому вона прийняла чернечі обітниці й провела решту свого життя.
13 березня 1229 року Санша померла у Селашському монастирі, але стараннями своєї сестри Терези була похована у Лорванському монастирі. 13 грудня 1705 року римський папа Климент XI видав буллу Sollicitudo Pastoralis Offici, якою беатифікував покійну та її сестру Терезу.

## Сім'я

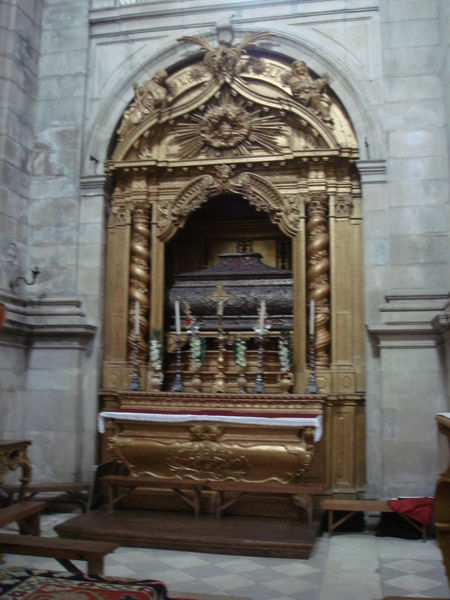
Гробниця Санші в церкві Лорванського монастиря.

- Батько: Саншу I (1154—1211) — король Португалії.
- Матір: Дульса (1160—1198) — донька барселонського графа Рамона-Беренгера IV